# Yákov Malkiel
Yákov Malkiel (Kiev, 22 de julio de 1914 - 24 de abril de 1998) fue un hispanista y romanista judío ruso naturalizado estadounidense.
Nacido en Kiev, en aquel entonces bajo dominio ruso, en una próspera familia de comerciantes judíos. Las vicisitudes de la guerra civil rusa hicieron que su familia emigrara a Berlín. Allí estudió en el Werner-Siemens-Realgymnasium, en particular poesía francesa y latín; se doctoró con una tesis sobre el poeta francés Paul Valéry. Durante el auge del nazismo se hallaba en la Friedrich-Wilhelms (ahora Humboldt) Universidad de Berlín, donde  se inclinó por la Filología Románica, aunque también estudió Lingüística eslava y semítica; tuvo por maestro al hispanista Wilhelm Meyer-Lübke. Previendo las medidas antijudías en las universidades alemanas, aunque él no llegó a sufrirlas, antes de que dichas medidas fueran implantadas por Adolf Hitler, emigró a Estados Unidos en 1930. Allí enseñó en varias universidades y se casó con la también hispanista argentina María Rosa Lida de Malkiel.